# Tiembla y titubea
Pour plus de détails, voir Fiche technique et Distribution.
Tiembla y titubea est une comédie du cinéma américain en langue espagnole de James Parrott mettant en scène Laurel et Hardy, adaptée de En dessous de zéro (Below Zero) et destinée au marché hispanophone.

## Synopsis
« El helado invierno del 1929 nunca lo olvidaremos. La nariz del Sr; Hardy estaba azul de frio. El Sr. Laurel la confundio por un pájaro azul y le disporó un tiro ! »

Roberto, le courageux policier est félicité par le commandant de la police pour avoir arrêté un dangereux bandit. À cette occasion lui est remise une récompense de 500 $. Pendant ce temps, dans la rue, Laurel et Hardy tentent de gagner leur croûte en jouant de la musique. Mais les temps sont durs et l'hiver rigoureux. Lorsqu'ils ne font pas la manche devant un centre pour sourds et muets, les quelques pièces qu'ils reçoivent leur sont données pour qu'ils aillent jouer plus loin !
Les temps sont vraiment durs et ils reçoivent principalement des boules de neige. Le peu qu'ils gagnent mène à des disputes. Une matrone va même jusqu'à détruire leurs outils de travail. Fort opportunément, ils trouvent un portefeuille bien rempli, mais ce dernier fait un envieux et les voilà poursuivis par un voleur à la tire. La poursuite se termine lorsqu'ils bousculent un policier. Fort heureusement, ce dernier se montre compréhensif et gentil faisant fuir le bandit. Maintenant qu'ils sont riches, pleins de reconnaissance, ils invitent le représentant de la loi au restaurant. Au moment de payer l'addition, ils se rendent compte que le portefeuille trouvé dans la rue n'est autre que celui du policier...

## Fiche technique
- Titre original : Tiembla y titubea
- Réalisation : James Parrott
- Scénario : Leo McCarey (scénario, non crédité) et H.M. Walker
- Photographie : George Stevens
- Montage : Richard C. Currier
- Ingénieur du son : Elmer Raguse
- Producteur : Hal Roach
- Société de production : Hal Roach Studios
- Société de distribution : Metro-Goldwyn-Mayer
- Pays d’origine : États-Unis
- Langue : espagnol
- Format : Noir et blanc - 35 mm - 1,37:1 - Sonore
- Genre : comédie
- Longueur : trois bobines
- Date de sortie :

## Distribution
Source principale de la distribution :
- Stan Laurel : Stanley
- Oliver Hardy : Oliver Hardy

Reste de la distribution non créditée : 
- Enrique Acosta : le policier
- Bobby Burns : l'aveugle / le mauvais payeur
- Baldwin Cooke : l'homme à la fenêtre
- Charlie Hall : le commerçant nettoyant son devant de porte
- Jack Hill : l'employé de bus
- Retta Palmer : la femme sortant par la fenêtre
- Blanche Payson : la femme imposante
- Tiny Sandford : Pete
- Leo Willis : l'escroc

## Autour du film
Tiembla y titubea est une version en langue espagnole de En dessous de zéro (Below Zero) mais elle est plus longue que l’original. À la différence de Les Carottiers ou de Noche de duendes qui sont deux courts-métrages fusionnés cette dernière comédie fait appel à des ajouts originaux comme pour Politiquerías. Cependant le procédé en est radicalement différent car tous les ajouts sont étroitement liés au scénario et n’ont rien à voir avec du remplissage. Il est beaucoup plus probable qu’elle soit ce qui correspondrait à ce qu’aurait dû être Below Zero mais que ce dernier pour respecter le format « deux bobines » s’est vu amputé des scènes supplémentaires de Tiembla y titubea.

Le film débute par une scène d’introduction que l’on ne trouve que dans Tiembla y titubea. Le policier qui est le personnage-clé du développement de l’intrigue y reçoit une prime qu’il glisse dans son portefeuille qui nous est montré plein cadre : le spectateur attentif peut éventuellement deviner lorsque Laurel et Hardy trouveront « leur » portefeuille qu’il s’agit du même. La caméra s’attache à nous montrer le portrait photographique du personnage placé de manière assez particulière dans le portefeuille de manière que lorsque Laurel ouvrira le sien à la fin du film on puisse d’emblée faire le rapprochement.

La deuxième scène présente dans Tiembla y titubea et absente de Below Zero représente Laurel et Hardy en train de se disputer une pièce qu’ils viennent de recevoir. Une courte course-poursuite les amène devant un aveugle en train de mendier. Sachant qu’il n’aura pas le dessus sur Hardy qui tente de lui prendre de force la pièce, Laurel la jette dans la sébile du mendiant qui le remercie. Il en faut plus pour arrêter Hardy qui reprend la pièce mais est vu à ce moment-là par un policier qui s’approche et lui fait les gros yeux. Débonnaire et l’air de rien, Hardy jette à nouveau la pièce au mendiant qui le remercie à nouveau. En soi, le gag aurait pu s’arrêter là. Mais au moment où ils s’éloignent, le policier les rappelle. Il se tourne vers l’aveugle et lui demande combien il avait de pièces. Ce dernier répond bien logiquement deux et il n’y en a forcément qu’une lorsque le policier vérifie ! Tout en se faisant sermonner, Oliver est obligé de chercher dans ses poches une de ses propres pièces pour la donner au mendiant !

Le même aveugle apparaît ensuite dans les deux films pour un gag qui peut se suffire en lui-même mais n'a vraiment pas la même saveur selon la version. Il marche avec sa cane sur le trottoir et heurte Stan jouant de son harmonium. Charitable ce dernier le remet dans le droit chemin et alors qu'il passe devant eux, il s'arrête et ramasse dans la neige une pièce qu'il met avec satisfaction dans sa poche. Le gag du "faux aveugle" est un grand classique du cinéma muet mais a une dimension particulière dans Tiembla y titubea puisque c'est la troisième pièce qu'il chipe à Oliver ! En revoyant Below Zero, on s'explique beaucoup mieux la colère de Hardy et il est évident que la scène absente de la version originale était tout de même inscrite dans le scénario comme le démontrent les regards noirs que jettent Laurel et Hardy au mendiant, bien avant que celui-ci ne ramasse la pièce, regards qui ne s'expliquent que par la scène précédente.

Autre détail qui prouve qu'à l'origine ces scènes étaient prévues pour Below Zero. Parmi la foule de petits détails qui différencient les deux versions, on a pris soin de mettre en place des écritures dans les langues respectives. Ainsi le panneau « Blind » de l'aveugle est bien entendu « Ciego » dans Tiembla y titubea. On y apprend également dans la scène introductive, que le policier se prénomme Roberto lorsque le commandant le félicite et lui donne sa prime. Fort logiquement lorsque Laurel et Hardy trouvent le portefeuille, un gros plan nous montre les initiales « R. H. » inscrites en grosses lettres sur ce dernier. La version originale nous montre avec la même insistance les initiales sur le portefeuille, mais elles sont : « F. H. ». Il est évident que la scène d'introduction était aussi prévue par le scénario. Dans Below Zero, il faut aller à la fin du film et à la scène du restaurant pour apprendre que le policier se prénomme Frank.

Au-delà des caractéristiques propres de version en langue espagnole, Tiembla y titubea nous permet aujourd'hui de nous faire une idée de ce qu'aurait été Below Zero s'il était sorti dans sa version de trois bobines initialement prévue.